# Askola kommunvapen

Askola kommunvapen

Askola kommunvapen är det heraldiska vapnet för Askola i det finländska landskapet Nyland. Vapnet ritades av Olof Eriksson och fastställdes 14 november 1956. Motivet är en röd kvarnsten och tre röda rosor. Kvarnstenen symboliserar områdets många kvarnar. Rosorna symboliserar författaren Johannes Linnankoski som verkade i Askola. Linnankoskis mest kända bok heter Sången om den eldröda blomman.